# Фестиваль Середньовічна Сігішоара

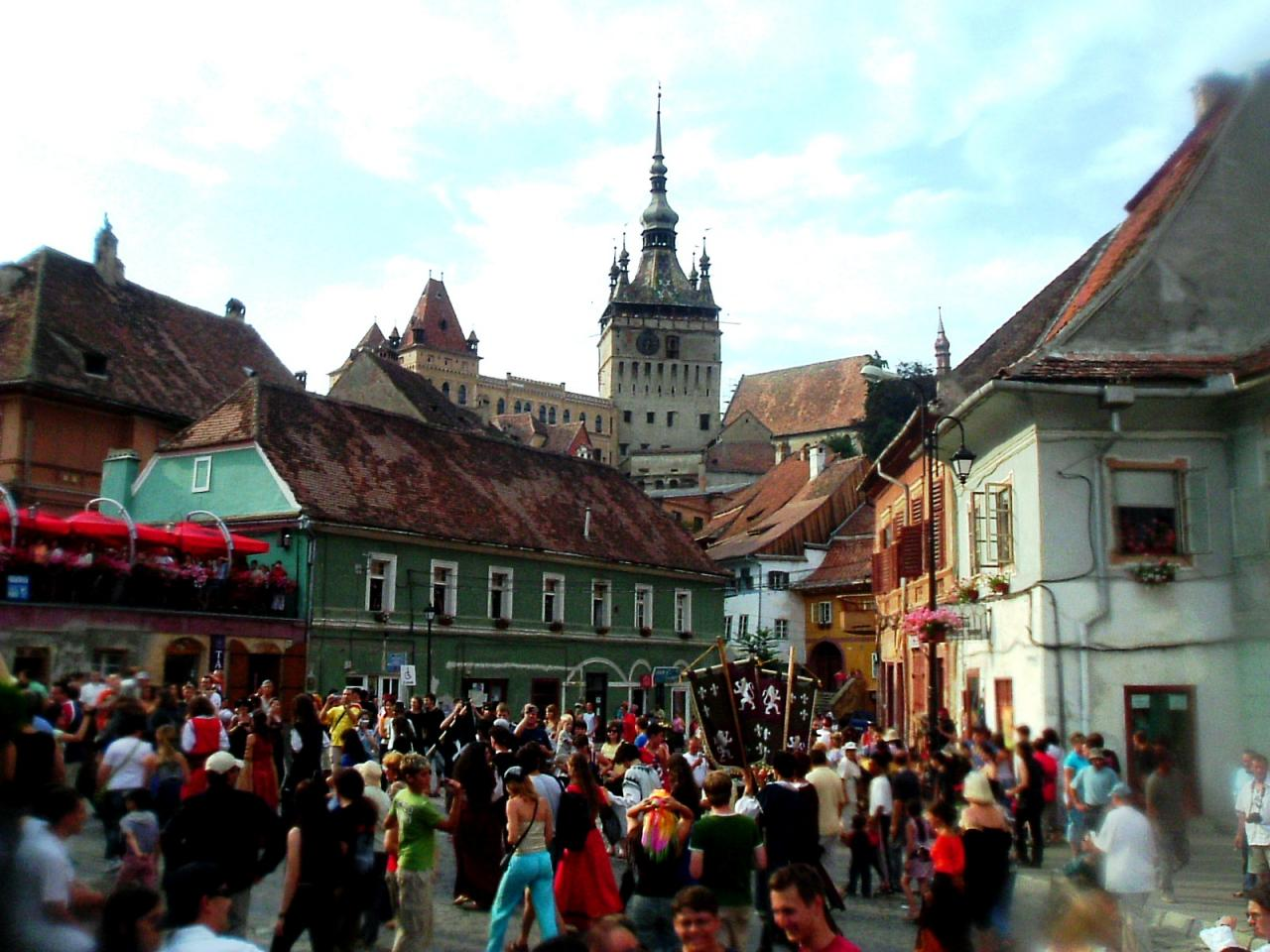
Відкриття фестивалю «Середньовічна Сігішоара»

Середньовічна Сігішоара (рум. Festivalul «Sighișoara medievală») — щорічний фестиваль, який проводиться в кінці останнього тижня липня в місті Сігішоара, Румунія. Сігішоара має вигідне географічне розташування в гирлі річки Велика Тарнава, на перетині головних автошляхів Румунії.

## Місця проведення заходів

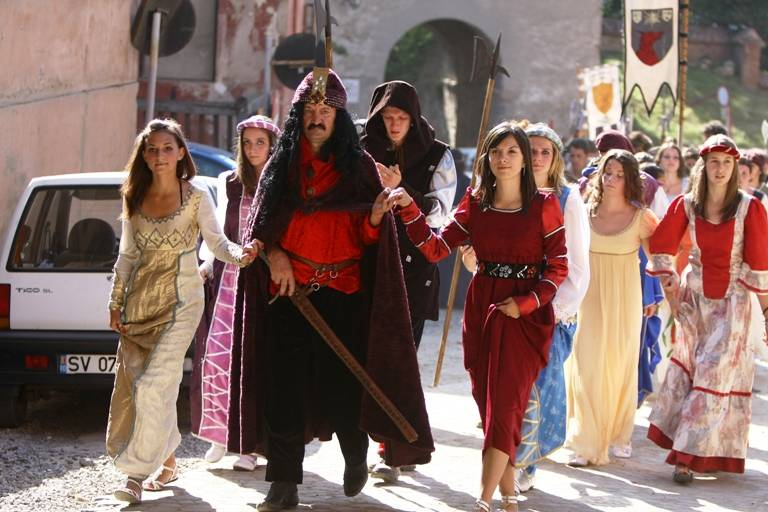
Учасник фестивалю в костюмі Влада III Дракули, який народився в Сігішоарі

Площа Кавалерів (Замку), Площа Пілігримів (Площа Музею), Площа Найманців (Площа Музичної Школи), Площа Трубадурів (Качок), Площа Малих Кавалерів (Замковий Парк), Будинок Літописців (Будинок з Лосем), Вежа Ковалів, Дорога Ремісників (вул. Шкільна), та ін.